# 托马什·波斯皮哈尔
}-
托马什·波斯皮哈尔（捷克語：Tomáš Pospíchal，1936年6月26日—2003年10月21日），捷克男子足球运动员，司职前锋。他曾代表捷克斯洛伐克国家队参加1962年国际足联世界杯，结果队伍获得亚军。